# SRWare Iron
SRWare Iron, auch kurz Iron, ist ein Webbrowser auf der Codebasis von Chromium. Auf der Website des Herstellers wird behauptet, Iron sei Open Source, allerdings wurde zeitweise seit spätestens Version 6 bis Mitte 2015 kein Weg geboten, den Quelltext zu erhalten. Seit Mitte 2015 werden wieder Downloads mit Quellcode angeboten, jedoch ohne Angaben zur zugehörigen Version.

## Geschichte
Im September 2008 brachte die deutsche Softwarefirma SRware die erste Windows-Version des Browsers heraus. Dabei handelte es sich um eine veränderte Version des Browsers Chrome, bei der wegen datenschutzrechtlicher Bedenken einige Funktionen entfernt wurden. Einige dieser Funktionen, wie Chromes eindeutige Identifikationsnummer, wurden inzwischen auch bei Chrome ganz entfernt oder sind im zugrundeliegenden Chromium nicht vorhanden oder zumindest leicht abschaltbar.
Für Linux gab es am 26. Mai 2009 eine erste Vorschau-Version, die erste Alpha am 17. Juni und die erste Beta am 7. November 2009. Am 7. Januar 2010 erschien erstmals eine (Beta-)Version für Mac OS X. Die Version für Android ist seit dem 11. April 2016 im Google Play Store verfügbar.
Der Support für Windows XP endete mit Version 50. Alle älteren Versionen sind weiterhin verfügbar. Mit der Version 55.0.2900 wird die Steuerung von WebRTC von einem Add-on übernommen. Daher entfallen die „WebRTC disabled“-Builds.

## Unterschiede zu Chrome
Iron enthält zusätzliche Funktionen gegenüber Chrome und verzichtet auf andere. Beispielsweise ist ein Werbeblocker eingebaut.
Im Gegensatz zu Chrome gibt Iron keine automatischen Suchvorschläge und zeigt keine Google-Fehlerseiten an. Er hat keine Option zum Senden von automatischen Fehlerberichten und Google wird bei erfolgreicher Installation nicht informiert.
Weitere nicht enthaltene Funktionen sind RLZ-Tracking (eine verschlüsselte Zeichenkette), der Google Updater (da Iron keinen Ersatz verwendet, hat es somit keine Auto-Update-Funktion) und DNS-Prefetching.

## Kritik
Laut einem Artikel aus dem Jahr 2015 im Online-Magazin Lifehacker bietet Iron nur wenig, was nicht bereits durch einfaches Konfigurieren der Datenschutzeinstellungen von Google Chromes Privatsphäreeinstellungen verfügbar ist. 2012 wurde in einem Blog die Meinung geäußert, dass es sich bei Iron eher um Scam- oder Scareware handele, da die Entwickler nicht vorhandene Probleme von Chrome ansprechen würden, um zu behaupten, dass Iron diese löse.
Obwohl SRWare behauptet hat, „Iron ist kostenlos und OpenSource“, traf Letzteres zeitweise ab Version 6 bis Mitte 2015 de facto nicht mehr zu, da die von SRWare für den Quellcode angegebenen Links in Rapidshare gehostet und vom Uploader blockiert wurden. SRWare Iron „ist eine vollständig geschlossene Software und das seit mindestens Version 6“. Laut Lifehacker war SRWare Iron ab Oktober 2014 „angeblich Open Source, hat seine Quelle aber seit Jahren nicht mehr veröffentlicht“. Im Jahr 2015 setzte SRWare die Veröffentlichung des angeblichen Quellcodes für den Browser auf der eigenen Seite fort, ohne jedoch anzugeben, von welcher Version der Quellcode stammt. Seit Mai 2019 wurden auch die Links zu den Quelltexten auf der Webseite entfernt, sind aber noch mit dem direkten Link erreichbar.

### Datenübertragung der Suchwörter an srware-search.com
Laut dem Testbereich im Kuketz-Blog stellte der Autor fest, dass sämtliche Suchwörter zuerst an srware-search.com übertragen wird, bevor es an die tatsächlich eingestellte Suchmaschine geht. Dies passiert auch, wenn man in den Einstellungen eine andere Suchmaschine ausgewählt hat.